# Sistema Urbano de Transporte
El Sistema Urbano de Transporte (S.U.T.) es un sistema de transporte de pasajeros creado en el 2001 y que funciona en el Partido de La Plata, Provincia de Buenos Aires. El S.U.T. comenzó a operar en mayo de 2002.

## Historia
El Sistema Urbano de Transporte es una iniciativa que surge en el año 2001 desde la Municipalidad de La Plata como respuesta a la crisis generalizada del transporte en la ciudad. Sus objetivos eran y son mejorar el sistema de colectivos para ordenar el tránsito automotor.
El sistema contemplaba construir estaciones de transbordo entre las diferentes líneas, lo que hacía posible conectar el diferentes puntos de la ciudad de forma casi directa.
Las estaciones de trasbordo no se construyeron debido a las quejas de los vecinos. Esto trajo aparejado la caída de la línea Centro.
En 2010, se repusieron las líneas de colectivos 508, 518 y 561, aunque como líneas de colectivos semi-rápidas.
En 2011, se licitaron las líneas 7 líneas en funcionamiento y 2 nuevas líneas de colectivos (la 506 y la 520). Para la licitación, se presentaron las empresas locales Nueve de Julio S.A.T., Unión Platense S.R.L. y Línea Siete S.A.T., y la correntina ERSA Urbano S.A. Los corredores quedaron en manos de las empresas locales.
En 2012, le rescindieron el contrato de concesión a la empresa Nueve de Julio en las líneas Norte y 518, que fueron licitadas posteriormente y otorgadas a las empresas Línea Siete (518) y Unión Platense (Norte).

## Líneas antes del SUT
| Línea vieja | Empresa operadora        | Nueva línea |
| ----------- | ------------------------ | ----------- |
| 506         | U.T.E. Líneas 506 y 561. | Sur         |
| 508         | Nueve de Julio S.A.T.    | Oeste       |
| 518         | Línea 18 S.R.L.          | Este        |
| 520         | Flecha de Oro S.R.L.     | Norte       |
| 561         | U.T.E. Líneas 506 y 561. | Oeste       |

## Inicios del SUT

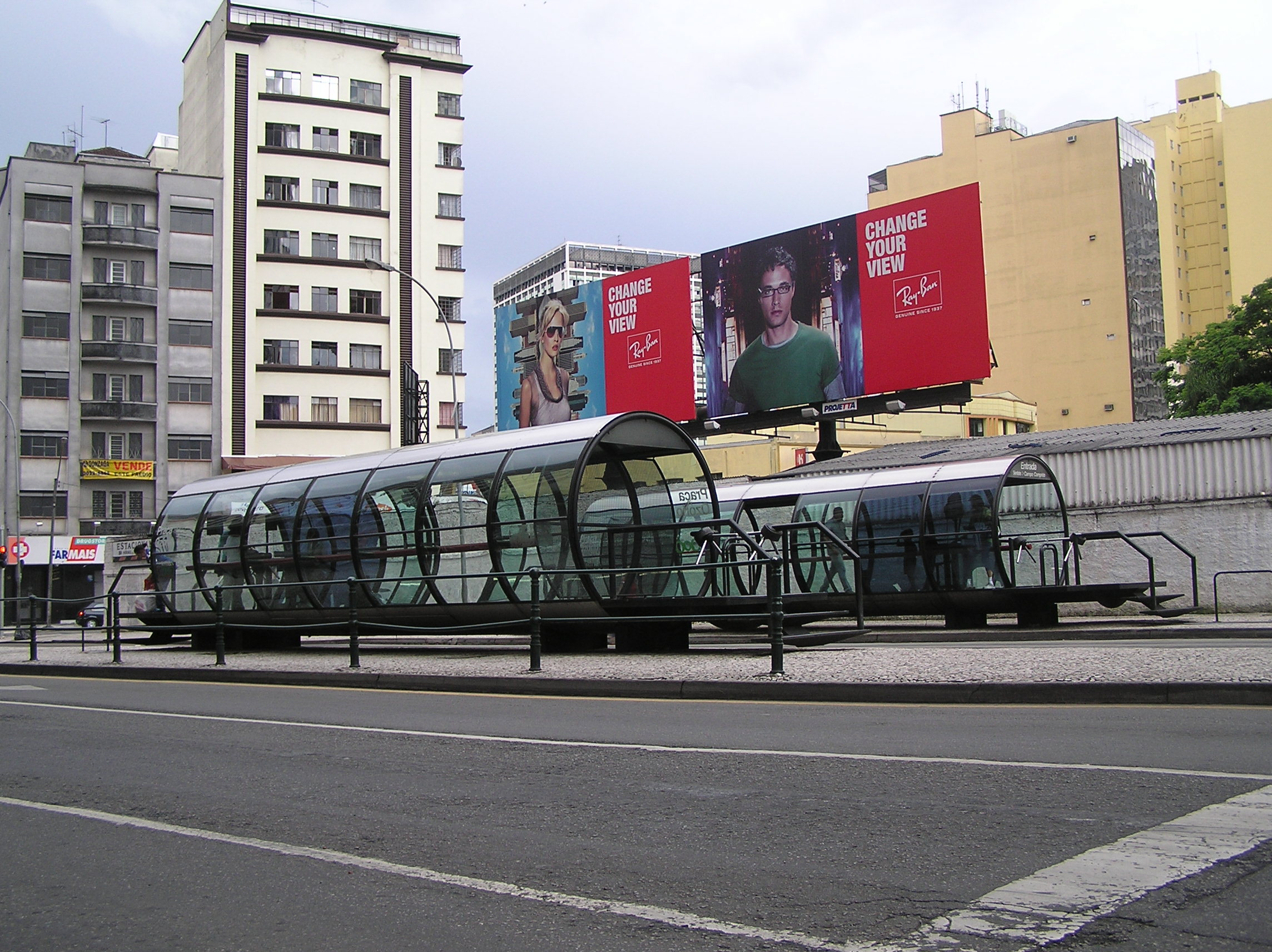
Se pretendía construir paradas estilo RIT de Curitiba

La municipalidad de la plata durante el mandato de Julio Alak impuso el sistema único de transporte implementado 5 líneas nuevas, las cuales sustituyen todas las líneas municipales existentes hasta el 2001. El nombre de las líneas se debía a la zona del partido que recorren.

### Líneas Iniciales
| Color | Línea  | Empresas prestadoras                                                                 | Empresa operadora                       | Cabeceras                                   |
| ----- | ------ | ------------------------------------------------------------------------------------ | --------------------------------------- | ------------------------------------------- |
|       | Norte  | Nueve de Julio S.A.T. y Flecha de Oro S.R.L.                                         | U.T.E. Nueve de Julio                   | City Bell - José Hernández - La Plata       |
|       | Sur    | Línea Siete S.A.T. (Época independiente), Línea 18 S.R.L. y La Unión S.A.            | U.T.E. Transporte La Unión S.A. y otros | La Plata - Los Hornos                       |
|       | Este   | Línea 18 S.R.L., Línea Siete S.A.T. (Época independiente) y Autobús Dardo Rocha S.A. | U.T.E. 19 de noviembre C.I.F.I.T.A.S.A. | La Plata - Barrio Aeropuerto - Villa Elvira |
|       | Oeste  | Nueve de Julio S.A.T. y Flecha de Oro S.R.L.                                         | U.T.E. Nueve de Julio                   | La Plata - Abasto - Olmos - Etcheverry      |
|       | Centro | M.O. La Plata S.A.                                                                   | U.T.E El Platense S.R.L.                | La Plata (Zona céntrica)                    |

### Numeración de los ramales
A cada recorrido le corresponde un rango de números de acuerdo al tipo de trayecto que realiza.
- Troncales: Unen cada zona con el área central en forma directa. Números del 10 al 30.[14]
- Interzonales: Circulan por las Avenidas de Circunvalación, vinculando las áreas aledañas al casco urbano. Números del 40 al 50.[14]
- Periféricos: Vinculan las zonas entre sí, conectando subcentros, centros de salud, educacionales y otros. Números del 60 al 79.[14]
- Rondines: Completan recorridos desde los principales corredores a zonas rurales o subcentros alejados. Números a partir del 80.[14]

### Flota Articulada
En 2010, se pusieron a prueba dos micros articulados: uno para la línea Este y otro para la Oeste.
El servicio solo duró 6 meses y rápidamente fue levantado porque dichas unidades llevaba más tiempo de recorrido, y las complicaciones viales eran superiores a las normales.

### El S.U.T. y la tecnología
Las unidades de colectivos que recorren la ciudad disponen de sistemas de posicionamiento satelital (GPS) en todas las unidades móviles municipales y provinciales para efectuar el monitoreo de recorridos, cumplimientos de horarios y frecuencias. Permite también, en algunas paradas, informar a los usuarios del tiempo aproximado de llegada de la unidad con solo mandar un mensaje de texto.

## SUT en la actualidad
Actualmente, el Sistema Urbano de Transporte sufrió varias modificaciones. 3 de las líneas antiguas que desaparecieron a causa de este sistema resurgieron como líneas semi-rápidas (las 508, 518 y la 561). Otras, surgieron como desprendimientos de ramales de las líneas originales del SUT (la 506, de la Sur; y la 520 de la Este). También, otros ramales debieron provincializarse a causa de que pasaban los límites del partido de la plata (como algunos ramales de la OESTE, que pasaron a ser las líneas 215 y 225).
El proyecto original nunca fue proyectado nuevamente, por lo tanto sigue siendo un sistema sin trasbordo. Todas las líneas están adheridas al sistema SUBE.

### Líneas actuales
| Línea | Empresa operadora                             | Cabeceras                                       |
| ----- | --------------------------------------------- | ----------------------------------------------- |
| N     | Unión Platense S.R.L.                         | City Bell - José Hernández - La Plata           |
| S     | Unión Platense S.R.L.                         | La Plata - Los Hornos                           |
| E     | Expreso(Unión Platense S.R.L.)- Micro Express | La Plata - Barrio Aeropuerto - Villa Elvira     |
| O     | Nueve de Julio S.A.T.                         | La Plata - Abasto - Olmos - Etcheverry          |
| 506   | Fuerte Barragán                               | La Plata - Los Hornos                           |
| 508   | Nueve de Julio S.A.T.                         | Ruta 2 Km 60 - Olmos - Plaza San Martín         |
| 518   | Expreso(Unión Platense S.R.L.)                | Aeropuerto de La Plata - República de los Niños |
| 520   | Unión Platense S.R.L.                         | La Plata - Paraje La Hermosura                  |
| 561   | Nueve de Julio S.A.T.                         | Parque Industrial - Abasto - Plaza San Martín   |

## Imágenes Actuales

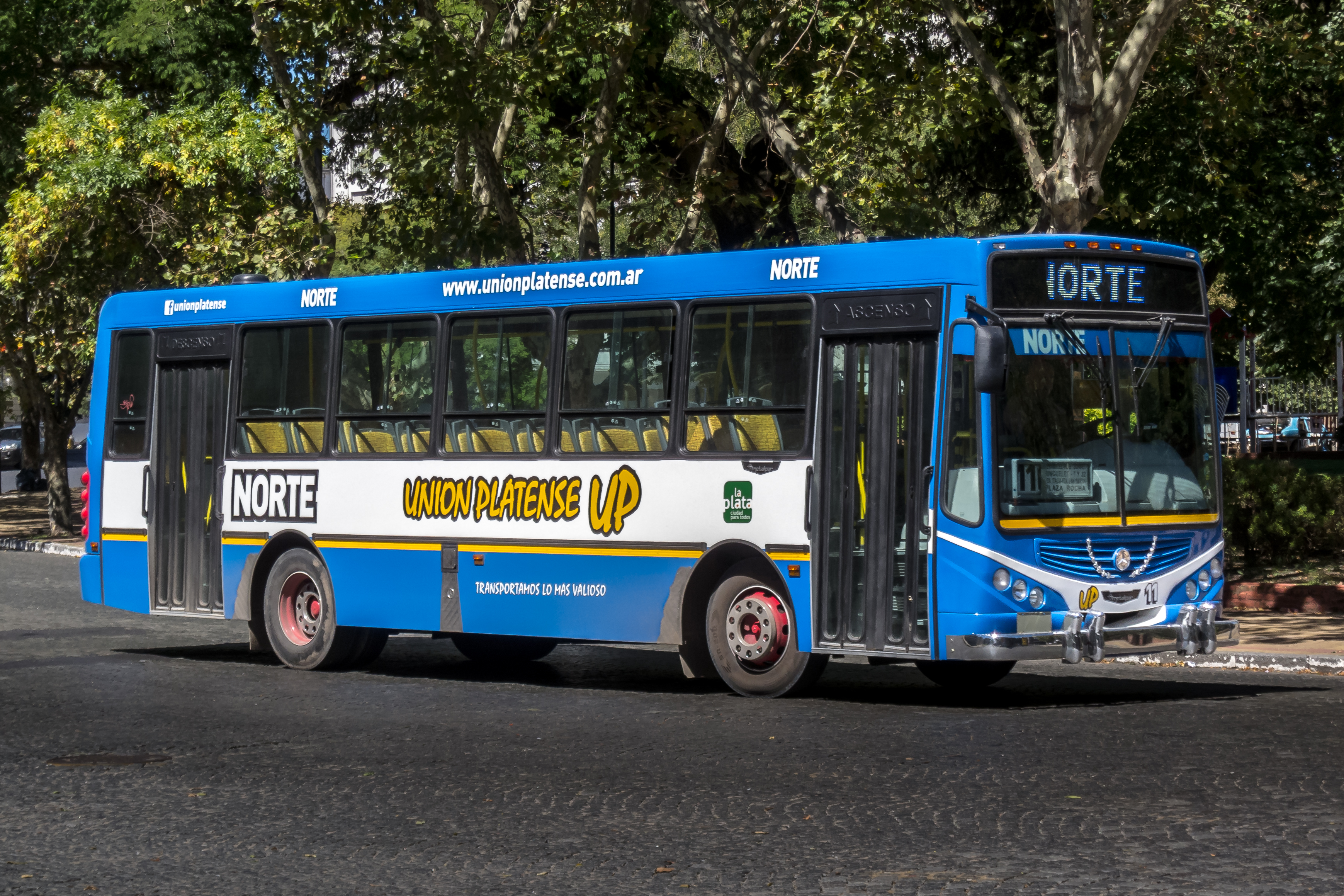
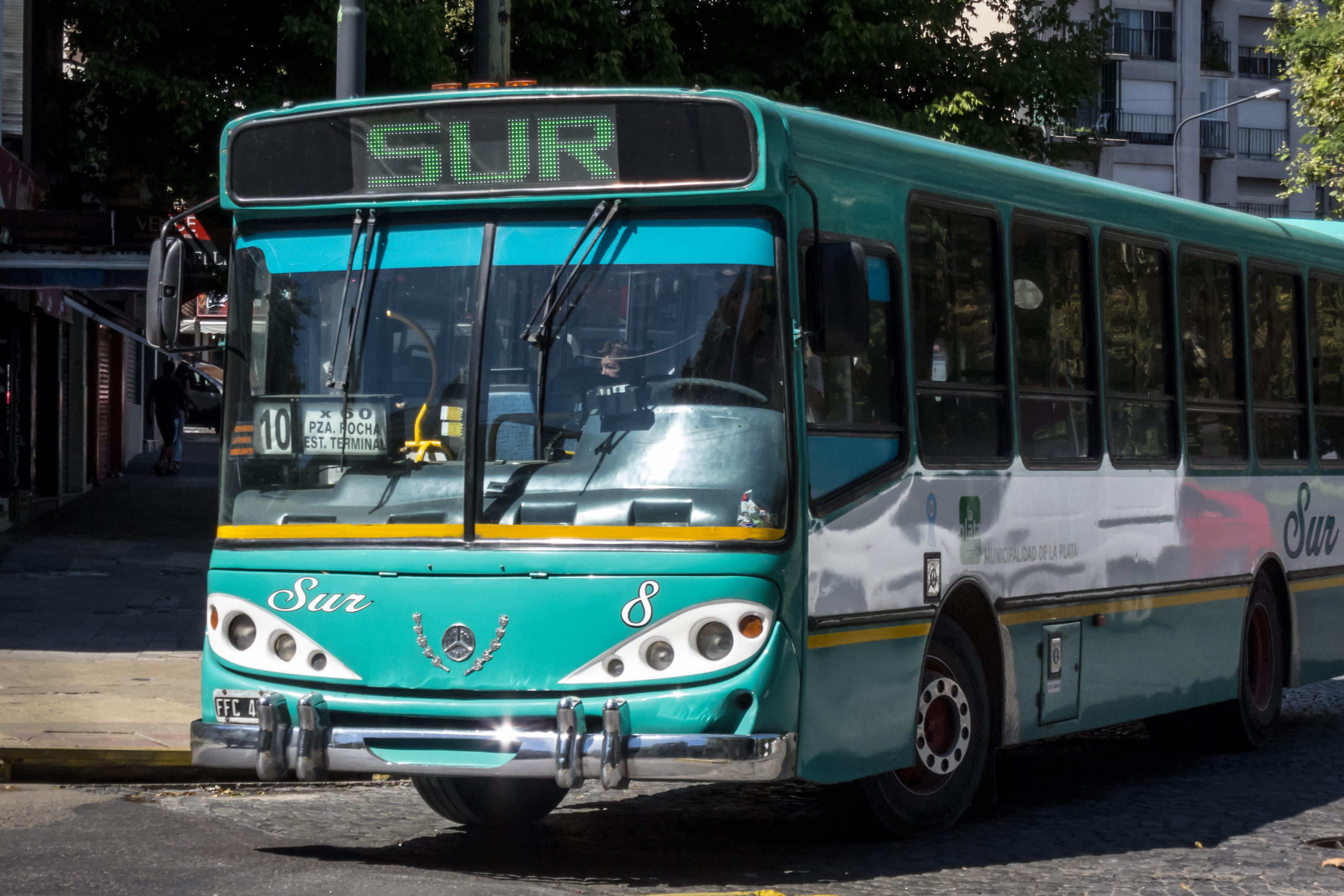
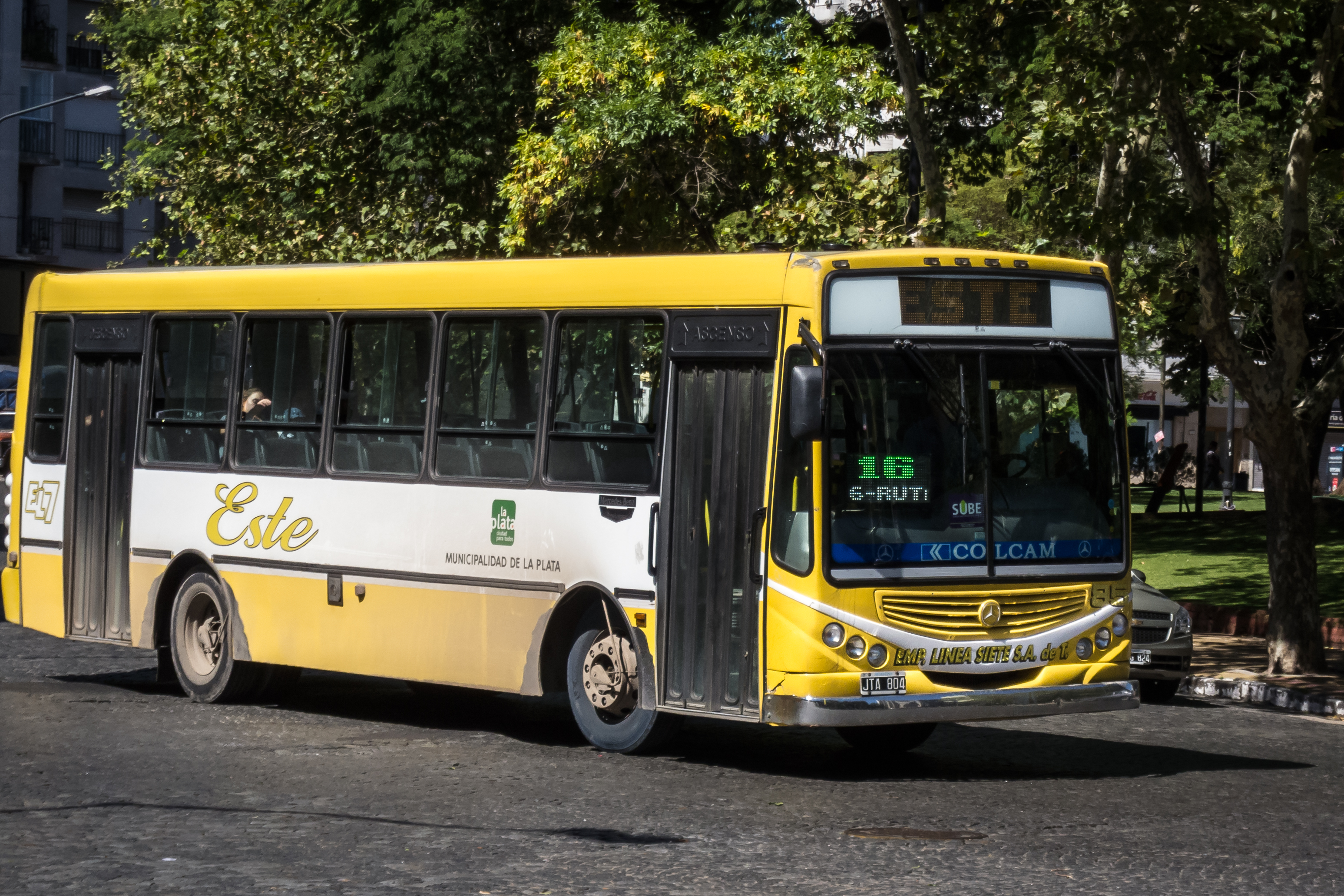
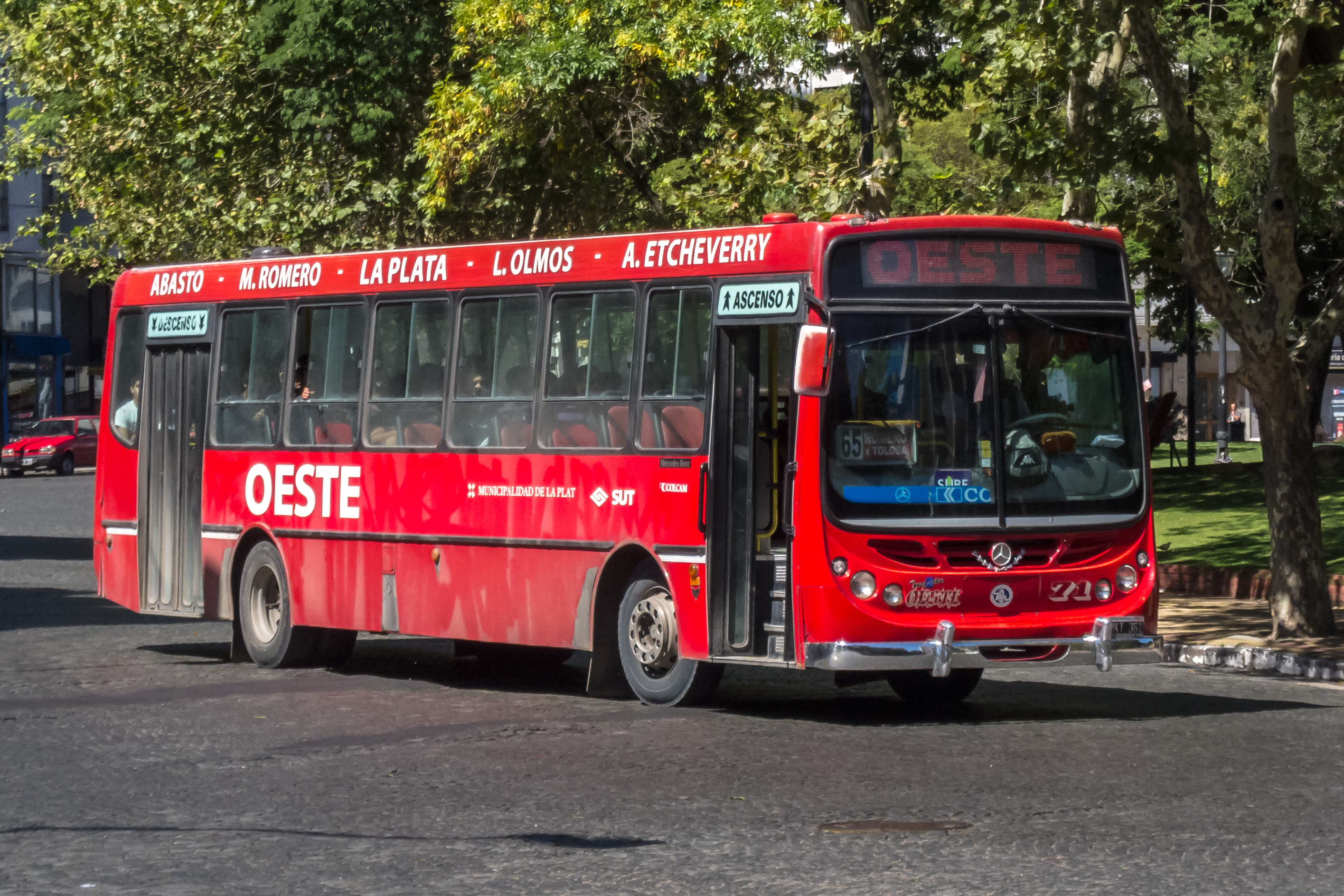

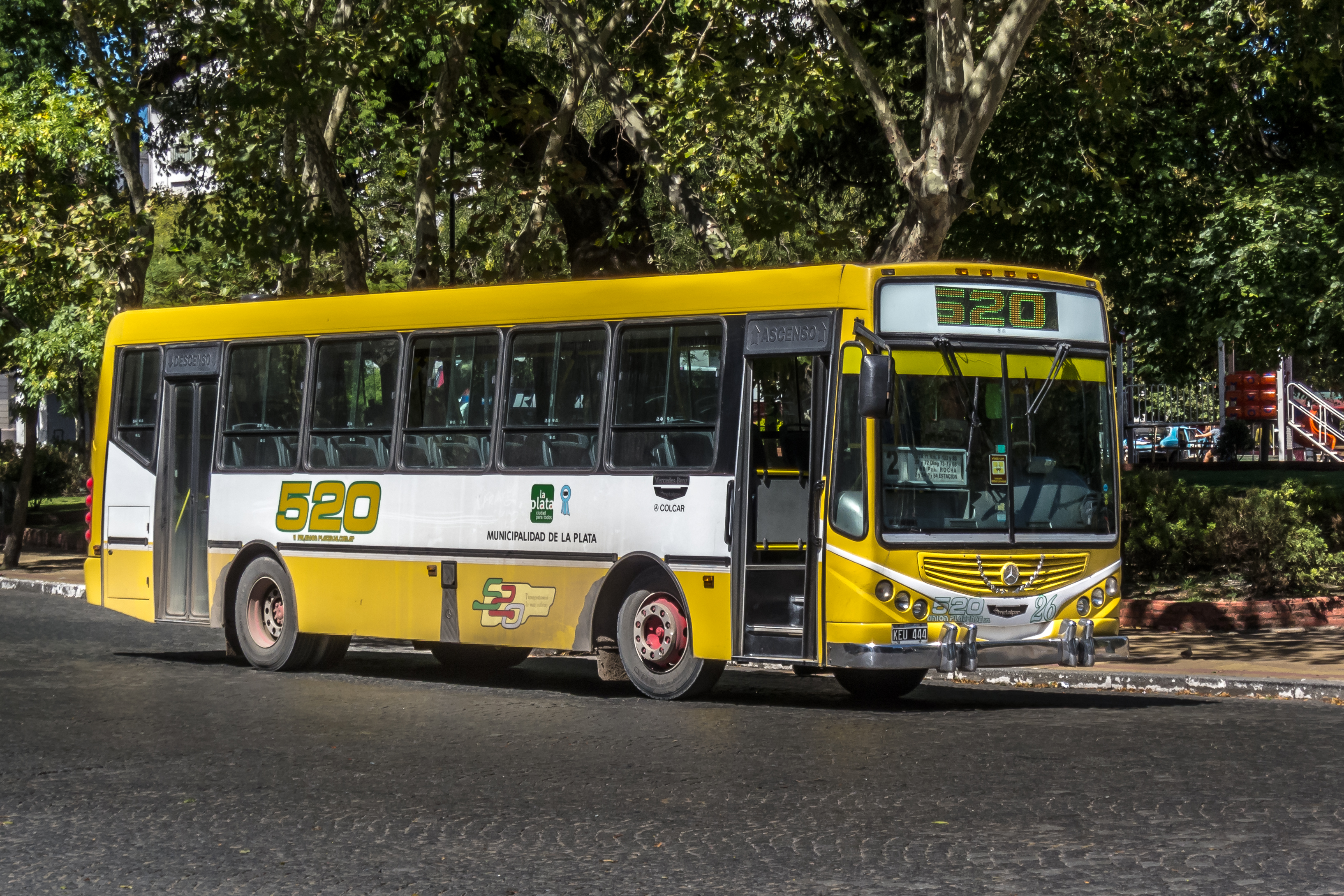
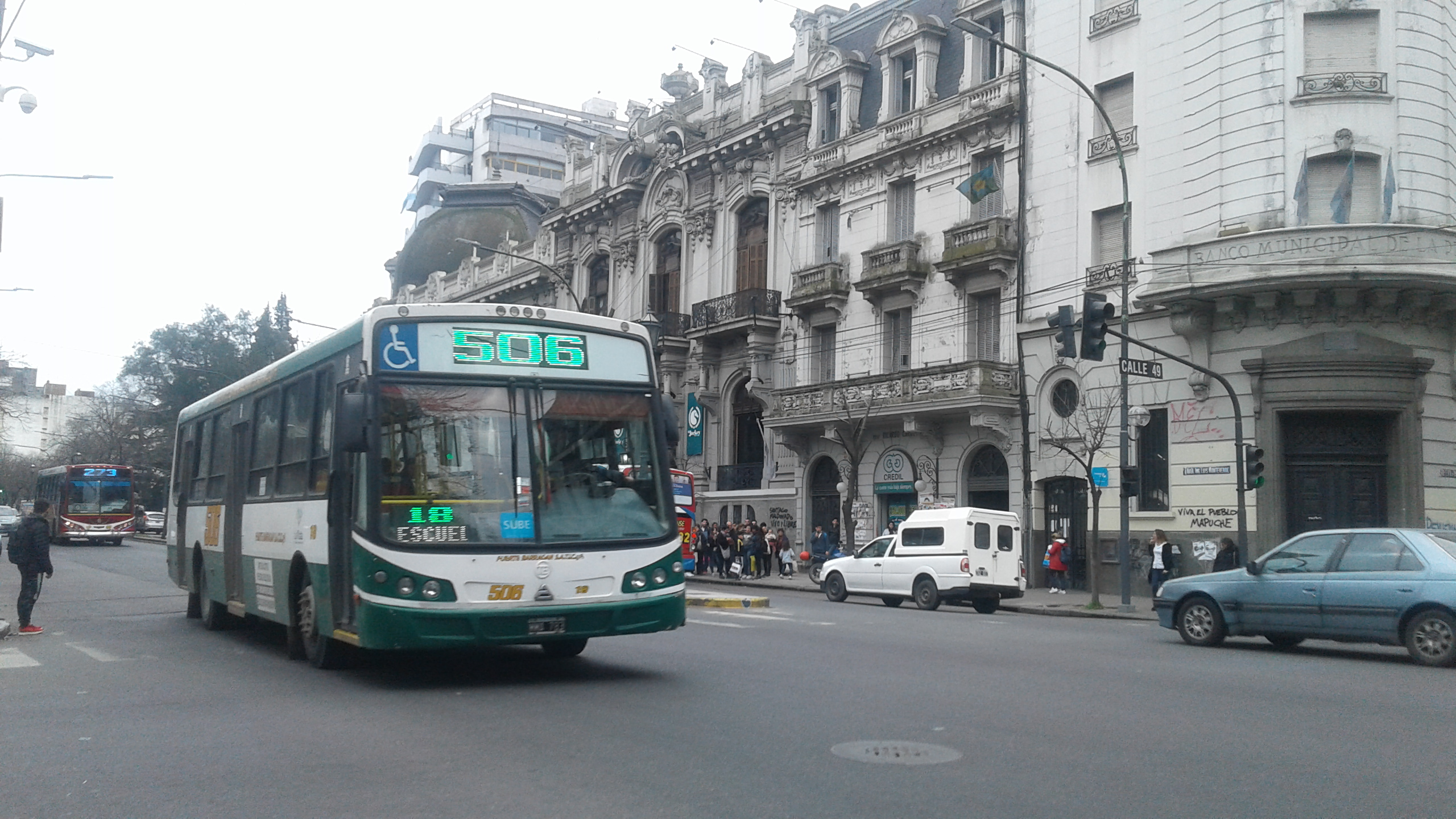

Líneas Iniciales
Líneas Nuevas Agregadas al SUT